# Episodi di Andi Mack (prima stagione)
La prima stagione di Andi Mack è in onda in prima visione assoluta dal 7 aprile 2017 negli Stati Uniti su Disney Channel e in Italia dal 25 settembre 2017 su Disney Channel (Italia).
La stagione è composta da 13 episodi, tuttavia il canale americano non ha trasmesso il 13º episodio. Difatti ha considerato il 12º episodio il finale di stagione..
| nº | Titolo originale           | Titolo italiano              | Prima TV USA   | Prima TV Italia   |
| -- | -------------------------- | ---------------------------- | -------------- | ----------------- |
| 1  | 13                         | I magnifici 13 anni          | 7 aprile 2017  | 25 settembre 2017 |
| 2  | Outside the Box            | Fuori dalla scatola          | 7 aprile 2017  | 26 settembre 2017 |
| 3  | Shhh!                      | Shhh!                        | 14 aprile 2017 | 27 settembre 2017 |
| 4  | Dancing in the Dark        | La festa di Andi             | 21 aprile 2017 | 28 settembre 2017 |
| 5  | It's Not About You         | Non ci sei solo tu           | 28 aprile 2017 | 29 settembre 2017 |
| 6  | She Said, She Said         | Rivelazioni                  | 5 maggio 2017  |                   |
| 7  | Dad Influence              | Bowie                        | 12 maggio 2017 |                   |
| 8  | Terms of the Embarrassment | Il ruolo di padre            | 19 maggio 2017 |                   |
| 9  | She's Turning Into You     | Piccoli e grandi cambiamenti | 2 giugno 2017  | 29 ottobre 2017   |
| 10 | Home Away from Home        | Una casa per Andi            | 9 giugno 2017  |                   |
| 11 | Were We Ever?              | Mai stati amici              | 16 giugno 2017 | 12 novembre 2017  |
| 12 | Best Surprise Ever         | Una bellissima sorpresa      | 23 giugno 2017 | 19 novembre 2017  |